# 橋戸信
橋戸 信（はしど しん/まこと（文献により一定していない）、1879年（明治12年）3月10日 - 1936年（昭和11年）3月23日）は、日本のアマチュア野球選手（遊撃手、投手）、新聞記者。ペンネームは「橋戸 頑鉄」（はしど がんてつ）。
日本初のプロ野球球団である「日本運動協会」の創設や、都市対抗野球大会の開催に関わり、野球殿堂入りしている。

## 経歴
東京府芝区（現・東京都港区）の浄土真宗本願寺派の寺院安楽寺 (東京都港区芝二丁目)の住職の子として生まれる。青山学院普通部（のちの旧制青山学院高等学部、及び旧制青山学院中学部）野球部でエースを務め、当時の強豪であった一高（現・東大教養学部）を二度破っている。
青山学院卒業後の1901年（明治34年）、東京専門学校（翌年早稲田大学に改称）文学部哲学科に入学するが、ベースボール部（現・野球部）にはすぐには入部しなかった。同年の冬になって、野球部部長・安部磯雄の説得により入部。翌年、初代主将の大橋武太郎（郁文館中学時代から押川清とバッテリーを組んでいた）が家庭の事情で退学したため2代目主将となる（ただし、この点については当時主将制を採っていなかったとして異論もある）。
1903年（明治36年）、早大の他の部員2名とともに慶應義塾野球部寮を訪問して「挑戦状」を差し出し、これに応じた慶應との間で行われた野球の試合が、現在の早慶戦のルーツといわれている。この時の挑戦状は野球体育博物館に保存されているが、これを書いたのは橋戸だと言われている。また、橋戸が“使者”となったのには青山学院当時に慶應の練習に参加しており、慶應の選手たちと旧知の間柄であったからだと言われており、そもそも早慶戦のアイデアを考えたのが橋戸だという説もある（異説もある）。
1905年（明治38年）には、野球部のアメリカ遠征のメンバーにも選ばれており、これは試合結果こそ芳しくなかったものの、当時まだ日本では知られていなかった数々の技術・戦略を学びとり、日本の野球技術を高めるのに一役買っている。また、これらの新技術について、野球部部長・安部磯雄の命によって同年『最近野球術』（博文館）という本にまとめ、広く紹介している。なお、この本の前書き（押川春浪筆）には、橋戸はこの頃から「頑鉄」の号を使っていたことが記されており、このペンネームは後年の新聞記者時代に使われはじめたという説は誤りである。
1907年（明治40年）に大学を卒業すると、アメリカに渡り、約4年間暮らす。帰国後は萬朝報を経て1916年（大正5年）、大阪朝日新聞社に入社。全国中等学校優勝野球大会（現・全国高等学校野球選手権大会）の運営に関わった。
1920年（大正9年）には押川清、河野安通志らと日本運動協会（日本初のプロ野球チーム）を設立し（資本金9万円）、無限責任社員3人のうちの1人に名を連ねた。
1925年（大正14年）、東京日日新聞（現・毎日新聞）に入社。ここで、早大時代の同期だった島崎新太郎の発案により、既にメジャーリーグで定着していたチームのフランチャイズ制度に着目していた、日本の都市を代表するチームを競わせようとする大会の実現に奔走。1927年（昭和2年）に都市対抗野球大会の開催にこぎつけた。
1936年（昭和11年）、肝臓ガンで入院し、一旦は退院するも3月23日に急性肺炎を併発して死去。57歳没。墓所は東京都港区芝の実家安楽寺(浄土真宗本願寺派)。
橋戸の死去を受けて1936年の都市対抗野球大会では、橋戸の功績を讃え、大会最優秀選手に与えられる賞として「橋戸賞」が設置された。
1959年（昭和34年）に創設された野球殿堂において、特別表彰により第1回の殿堂入りを果たしている。

## その他
- 1904年（明治37年）の早慶戦の際、相手投手のコントロールに難があったため、3ボールになると打席を替えて相手投手の混乱を誘う戦法を採り、1ゲームで19四球を得た。これ以降、この作戦は「橋戸式」と呼ばれた。
- 義太夫節好きで知られ、当時慶應義塾野球部主将で、やはり義太夫好きであった桜井彌一郎と共に寄席を廻っていたという。その他に碁は初段、また、投網の腕は本職の漁師に匹敵した。

## 関連記事
- 都市対抗野球
- 天狗倶楽部
- 早稲田大学の人物一覧